# Murió el sargento Laprida
 Murió el sargento Laprida  es una película argentina en blanco y negro dirigida por Tito Davison sobre guion de Alberto Vacarezza según su obra teatral homónima, que se estrenó el 23 de diciembre de 1937 y que tuvo como protagonistas a Celia Gámez, Tomás Simari y Mario Danesi. Fue la primera película argentina estrenada en el Teatro Ópera.

## Sinopsis
Un cabo y un sargento de bomberos se enfrentan por la mujer de éste.

## Reparto
- Mario Danesi
- Alberto Mendoza
- María Esther Duckse
- Celia Gámez
- Pepito Petray
- Juan Sarcione
- Tomás Simari
- Oscar Valicelli
- Regina Laval (como Tita Toy)
- Carlos del Río
- Dora Dolly
- Egle Foropón

## Comentario
El crítico Calki escribió en El Mundo:

"Nunca en realidad, se había reconstruido en la pantalla local, con tanta firmeza técnica, una escena tan difícil como la de un incendio … no puede decirse otro tanto del argumento”